# Toppfjällig tråding
Toppfjällig tråding (Inocybe squamata) är en svampart som beskrevs av J.E. Lange 1917. Enligt Catalogue of Life ingår Toppfjällig tråding i släktet Inocybe,  och familjen Inocybaceae, men enligt Dyntaxa är tillhörigheten istället släktet Inocybe,  och familjen Crepidotaceae. Arten är reproducerande i Sverige. Inga underarter finns listade i Catalogue of Life.

## Källor

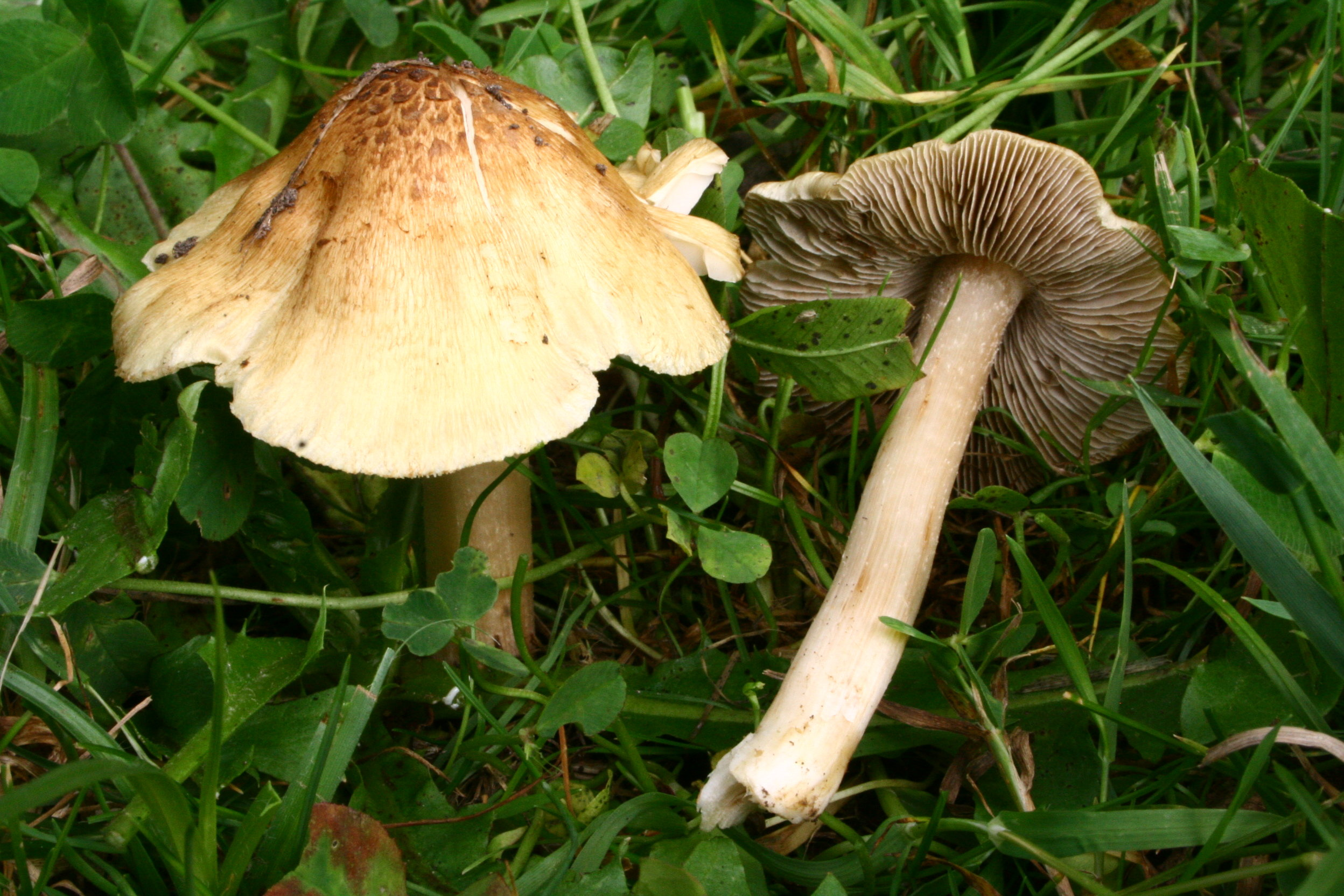